# 韋舍巴赫河 (韋斯特河支流)
51°26′39″N 8°21′18″E / 51.44428°N 8.35488°E
韋舍巴赫河（德語：Wäschebach），是德國的河流，位於該國西部，處於北萊茵-威斯特法倫州，屬於韋斯特河的支流，河道全長5.1公里，流域面積7.2平方公里，河畔城鎮有瓦爾施泰因。